# Кривець Сергій В'ячеславович
Сергій В'ячеславович Кривець (біл. Сяргей Вячаслававіч Крывец, рос. Сергей Вячеславович Кривец, нар. 8 червня 1986, Гродно) — білоруський футболіст, півзахисник клубу «Динамо-Берестя».
Насамперед відомий виступами за клуби «Локомотив» (Мінськ) та БАТЕ, а також національну збірну Білорусі.

## Клубна кар'єра
У дорослому футболі дебютував 2003 року виступами за команду клубу «Локомотив» (Мінськ), в якій провів три сезони, взявши участь у 52 матчах чемпіонату.
Своєю грою за цю команду привернув увагу представників тренерського штабу клубу БАТЕ, до складу якого приєднався 2006 року. Відіграв за команду з Борисова наступні чотири сезони своєї ігрової кар'єри, в кожному з яких став з командою чемпіоном Білорусі. Більшість часу, проведеного у складі БАТЕ, був основним гравцем команди. У 2009 році за підсумками опитування, що проводилося газетою «Прессбол», Сергій був визнаний найкращим футболістом чемпіонату.

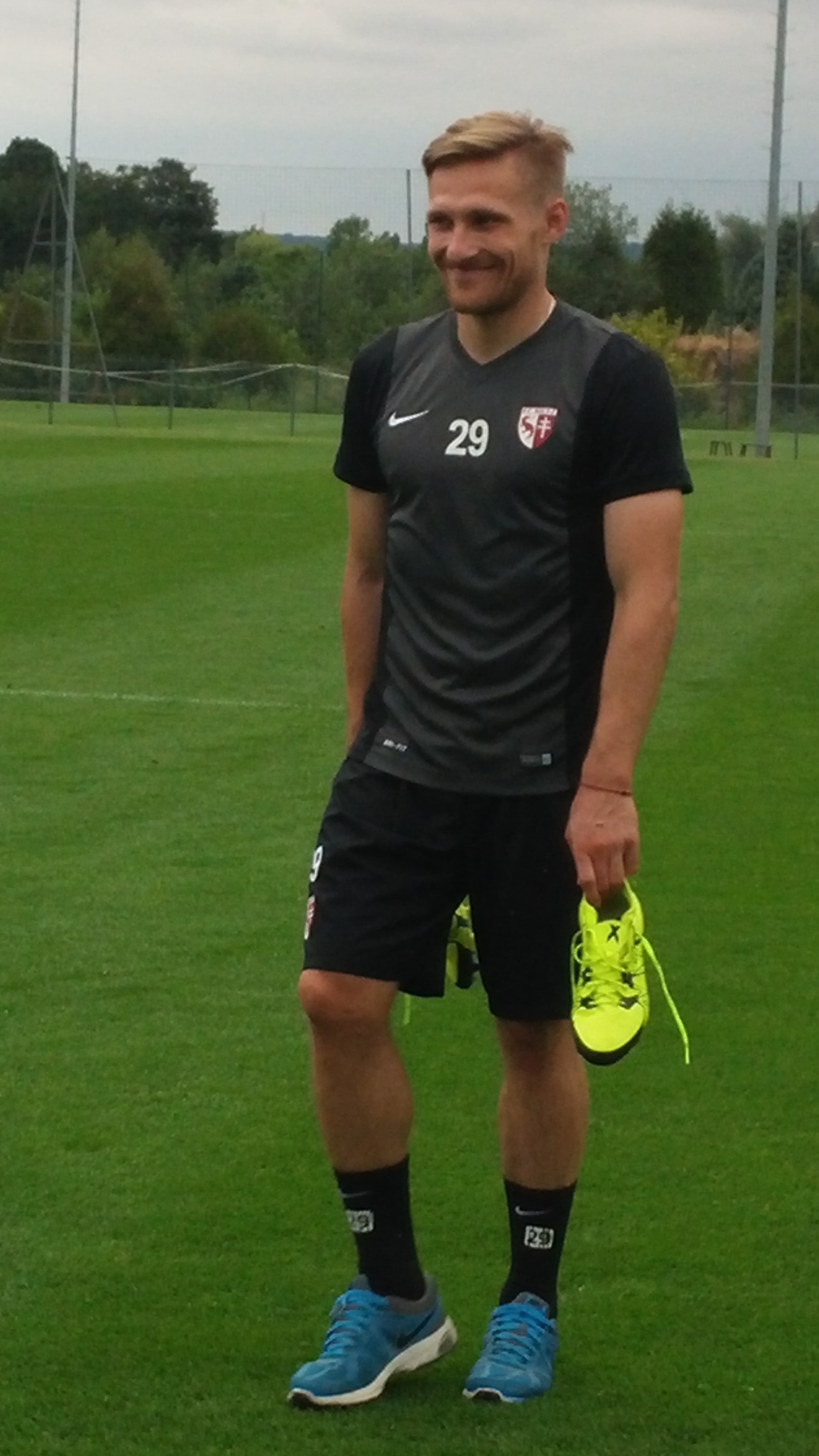
Сергій Кривець під час виступів за «Мец». 2015 рік.

Протягом 2010–2012 років захищав кольори команди клубу «Лех».
До складу клубу «Цзянсу Сайнті» приєднався 2012 року. Всього встиг відіграти за команду з Нанкіна 20 матчі в національному чемпіонаті. 21 червня 2013 року розірвав контракт з китайським клубом.
У липні 2013 року Сергій повернувся в БАТЕ, підписавши трирічний контракт. Розпочав півзахисник невдало: — 23 липня 2013 року в відповідальному матчі другого кваліфікаційного раунду Ліги Чемпіонів проти карагандинського «Шахтаря» Кривець не забив пенальті, а результаті чого БАТЕ поступився 0:1 і вилетів з розіграшу Ліги Чемпіонів. Але, пізніше в чемпіонаті Білорусі він тричі оформив дубль у ворота солігорського «Шахтаря», завдяки чому БАТЕ зумів перегнати цей клуб і отримати чергове чемпіонство.
У сезоні 2014 року Сергій став виступати на позиції лівого крайнього нападника. Незабаром він очолив як список найкращих бомбардирів, так і список найкращих асистентів чемпіонату. 5 серпня 2014 року у відповідальному матчі третього кваліфікаційного раунду проти «Дебрецена» на другій доданій хвилині забив гол, який вивів БАТЕ в раунд плей-офф. На момент переходу Сергій був найкращим бомбардиром (10 голів) і асистентом (11 пунктів) чемпіонату Білорусі 2014 року.
28 серпня 2014 перейшов у французький клуб «Мец». Спочатку стабільно грав у основі, 20 вересня 2014 року забив свій перший гол за «Мец» — у ворота «Бастії» (3:1). Але потім Сергій став отримувати менше часу на полі, а з березня 2015 року взагалі не виходив, нерідко взагалі не потрапляючи з заявку. За підсумками сезону 2014/15 «Мец» втратив місце в Лізі 1. Наступного сезону Кривець залишився в команді, але у першій половині сезону не виходив на футбольне поле. На початку 2016 року, після зміни головного тренера, став частиною команди, але в основі закріпитися не зміг. У червні 2016 року достроково розірвав контракт з французьким клубом.
14 липня 2016 року підписав 1-річний контракт з плоцькою «Віслою», яка повернулася до Екстракляси. Тривалий період часу був основним гравцем команди, але в квітні 2017 року отримав травму й не грав до кінця сезону 2016/17 років. У червні 2017 року стало відомо, що «Вісла» не буде продовжувати угоду з Кривцем і білорус зможе залишити команду вільним агентом.
У липні 2017 року підписав контракт з польським футбольним клубом «Арка» (Гдиня) терміном на два роки з можливістю продовження ще на один рік. Однак у футболці «Арки» виходив на футбольне поле нерегулярно, зіграв 10 матчів в Екстраклясі.
У червні 2018 року повернувся до Білорусі, де підсилив берестейське «Динамо». У берестейські команді закріпився в основному складі. Сезон 2019 року майже повністю пропустив через травму.

## Виступи за збірну
Виступав за молодіжну збірну Білорусі на чемпіонаті Європи 2009 року у Швеції.
2 лютого 2008 року дебютував в офіційних іграх у складі національної збірної Білорусі в товариському матчі проти збірної Ісландії. Надалі постійно викликався в збірну, але після переїзду до Китаю влітку 2012 року перестав потрапляти в основну команду. Після повернення в БАТЕ завдяки хорошій грі в чемпіонаті знову отримав виклик в збірну в жовтні 2013 року. Наразі провів у формі головної команди країни 38 матч, в яких відзначився 5 голами.

## Статистика виступів

### Голи за збірну
| # | Дата           | Місце                            | Суперник    | Рахунок | Результат | Змагання                            |
| - | -------------- | -------------------------------- | ----------- | ------- | --------- | ----------------------------------- |
| 1 | 12 жовтня 2010 | Динамо (Мінськ), Білорусь        | Албанія     | 2–0     | Перемога  | кваліфікація чемпіонату Європи 2012 |
| 2 | 5 березня 2014 | Васил Левський, Софія, Болгарія  | Болгарія    | 1–2     | Поразка   | Товариський матч                    |
| 3 | 21 травня 2014 | Райнпарк, Вадуц, Ліхтенштейн     | Ліхтенштейн | 1–5     | Перемога  | Товариський матч                    |
| 4 | 4 вересня 2014 | Борисов-Арена, Борисов, Білорусь | Таджикистан | 6–1     | Перемога  | Товариський матч                    |
| 5 | 31 серпня 2016 | Уллевол, Осло, Норвегія          | Норвегія    | 1–0     | Перемога  | Товариський матч                    |

## Досягнення

### Командні
БАТЕ
- Білоруська футбольна вища ліга
  -  Чемпіон (6): 2006, 2007, 2008, 2009, 2013, 2014

- Кубок Білорусі
  -  Володар (1): 2005/06

- Суперкубок Білорусі
  -  Володар (1): 2014

«Лех»
- Екстракляса
  -  Чемпіон (1): 2009/10

«Цзянсу Сайнті»
- Суперкубок Китаю
  -  Володар (1): 2013[11]

«Динамо-Берестя»
- Білоруська футбольна вища ліга
  -  Чемпіон (1): 2019

- Суперкубок Білорусі
  -  Володар (2): 2019, 2020

### Особисті
- Найкращий футболіст Білорусі (2014)
- Найкращий футболіст чемпіонату Білорусі (2009)
- Найкращий півзахисник чемпіонату Білорусі (2014)
- П'ять разів включався БФФ у список 22 найкращих футболістів чемпіонату Білорусі: 2007, 2008, 2009, 2013, 2014
- Лауреат трофею «BelSwissBank» імені Олександра Прокопенка у номінації «За футбольний талант і самовіддачу в грі за Білорусь» (2008, 2014)

## Цікаві факти
- Автор 1-о забитого м'яча білоруськими клубами в основній сітці Ліги чемпіонів (30 вересня 2008 року, Мінськ, матч БАТЕ з «Ювентусом» — 2:2)
- Автор 100-о гостьового голу збірної Білорусі (5 березня 2014 року, Софія, товариський матч зі збірної Болгарії — 1:2)[12]